# Amphixystis rorida
Amphixystis rorida är en fjärilsart som beskrevs av Edward Meyrick 1911. Amphixystis rorida ingår i släktet Amphixystis och familjen äkta malar.
Artens utbredningsområde är Seychellerna. Inga underarter finns listade i Catalogue of Life.